# Hayscastle
Hayscastle (en anglais) ou Cas-lai (en gallois) est un hameau et une communauté du Pembrokeshire, au pays de Galles.

## Toponymie
Le nom du village signifie « château de Hay », aussi bien en anglais qu'en gallois. Il est attesté pour la première fois en 1326 sous la forme Heyscastel, mais son équivalent latin Castrum Hey apparaît quelques décennies plus tôt dans un document de 1293.

## Géographie
Hayscastle est situé dans l'ouest du Pembrokeshire. Le chef-lieu du comté, Haverfordwest, se trouve à une douzaine de kilomètres au sud-est par la route B4430.
La communauté de Hayscastle comprend aussi le village de Hayscastle Cross (plus peuplé que le hameau de Hayscastle même) et les hameaux de Brimaston et Ford.

## Politique
Pour les élections locales, Hayscastle est rattaché au ward (district électoral) de Letterston avec les communautés de Letterston et Wolfscastle. Ce ward élit un des 60 membres du conseil de comté du Pembrokeshire (en). Lors des élections locales de 2022, la candidate indépendante Michelle Elizabeth Bateman est élue sans opposition.
Pour les élections à la Chambre des communes, Hayscastle appartient à la circonscription de Mid and South Pembrokeshire depuis les élections générales de 2024.
Pour les élections au Parlement gallois, Hayscastle est rattaché à la circonscription de Preseli Pembrokeshire.

## Démographie
Au recensement de 2011, la communauté de Hayscastle comptait 465 habitants.
| 1801 | 1811 | 1821 | 1831 | 1841 | 1851 | 1881 |
| ---- | ---- | ---- | ---- | ---- | ---- | ---- |
| 282  | 223  | 291  | 367  | 366  | 345  | 291  |

| 1891 | 1901 | 1911 | 1921 | 1931 | 1951 | 1961 |
| ---- | ---- | ---- | ---- | ---- | ---- | ---- |
| 275  | 310  | 308  | 307  | 303  | 283  | 263  |

| 1971 | 1981 | 1991 | 2001 | 2011 | - | - |
| ---- | ---- | ---- | ---- | ---- | - | - |
| 289  | ?    | ?    | ?    | 465  | - | - |

## Culture locale et patrimoine
La communauté de Hayscasle comprend neuf monuments classés de grade II.